# Jan van Velzen (wielrenner)
Jan van Velzen (Leidschendam, 7 december 1975) is een Nederlands voormalig wielrenner. Van Velzen werd 122e in de  Ronde van Italië in 2004. Van Velzen is een zoon van wielrenster Ciska Hage en een neef van wielrensters Keetie van Oosten-Hage en Bella en Heleen Hage.

## Overwinningen
- Omloop van de Bommelerwaard (1997)
- Eindklassement Olympia's Tour (2000)
- 4e etappe Prueba Challenge Costa Brava - Lloret de Mar (2001)
- Zwevegem (2001)
- Roden (2005)
- Ronde van Steenbergen (2006)
- Ronde van Zoetermeer (2006)

## Resultaten in voornaamste wedstrijden
| Jaar | Ronde van Italië | Ronde van Frankrijk | Ronde van Spanje |
| ---- | ---------------- | ------------------- | ---------------- |
| 1990 |                  |                     |                  |
| 2000 |                  |                     |                  |
| 2001 |                  |                     |                  |
| 2002 |                  |                     |                  |
| 2003 |                  |                     |                  |
| 2004 | 122e             |                     |                  |

| Jaar | Ronde van Vlaanderen | Amstel Gold Race | Luik-Bast.‑Luik | Gent-Wevelgem |
| ---- | -------------------- | ---------------- | --------------- | ------------- |
| 1999 |                      |                  |                 | 98e           |
| 2000 |                      |                  |                 |               |
| 2001 |                      |                  |                 | 60e           |
| 2002 |                      |                  |                 |               |
| 2003 |                      | opgave           |                 |               |
| 2004 | 99e                  | 92e              | opgave          |               |